# Cacibupteryx
Kacibupteryks (Cacibupteryx) – rodzaj późnojurajskiego pterozaura zaliczanego do Rhamphorhynchidae, odkrytego w Pinar del Río na Kubie. Długość czaszki 16-17cm.